# توريمولينوس
بلدية توريمولينوس (بالإسبانية: Torremolinos) هي بلدية تقع في مقاطعة مالقة التابعة لمنطقة أندلوسيا جنوب إسبانيا.

## الديموغرافيا
بلغ عدد سكان بلدية توريمولينوس 68.181 نسمة عام 2011 (وفقاً للمعهد الوطني الإسباني للإحصاء).
| 35.408 | 39.068 | 46.683 | 55.479 | 60.010 | 65.448 | 68.181 |

## أعلام
- فرنسيس
- إيفان غونزاليس
- إيرل سانت جون
- مانو طوريس
- خوسيمي